# Sinaida Jermoljewa
Sinaida Wissarionowna Jermoljewa (russisch Зинаида Виссарионовна Ермольева; geboren 12. Oktoberjul. / 24. Oktober 1898greg. in Frolowo, Oblast des Don-Heeres, Russisches Kaiserreich; gestorben 2. Dezember 1974 in Moskau) war eine sowjetische Mikrobiologin und Bakteriologin. Bedeutend war ihre Synthese von Penicillin in den Jahren 1942/1943.

## Wirken
Jermoljewa übernahm 1925 die Leitung der Abteilung für mikrobielle Biochemie (später Institut für Experimentelle Medizin) am Biochemischen Institut der Akademie der Wissenschaften der UdSSR. Dort begann sie mit der Erforschung von Bakteriophagen und natürlich vorkommenden antimikrobiellen Wirkstoffen, wie insbesondere Lysozym.
Im Zweiten Weltkrieg isolierte Jermoljewa 1942 mit ihrer Mitarbeiterin Tamara I. Balezina (Тамара Иосифовна Балезина; 1913–2010) den Penicillin produzierenden Stamm Penicillium Crustosum (Пеницилл корочковый). Der Wirkstoff kam seit 1943 an sowjetischen Krankenhäusern zur Anwendung. Zu gleicher Zeit machte sie bedeutende Entdeckungen bei der Vorbeugung gegen Cholerainfektion.
Nach dem Krieg gründete Jermoljewa 1947 das Institut für biologische Prophylaxe von Infektionen. Im gleichen Jahr wurde es zum Allunions-Forschungsinstitut (kurz Институт пенициллина – „Penicillin-Institut“) und 1952 zum Allunions-Forschungsinstitut für Antibiotika (ВНИИА) umgewandelt. Im folgenden Jahr gab Jermoljewa die Leitung ab und leitete bis zu ihrem Tod die Abteilung für Mikrobiologie des Zentralen Medizinischen Instituts für Postgraduierte (ЦИУВ, 1966 ЦОЛИУВ) in Moskau.
Jermoljewa wissenschaftliche Interessen umfassten neben den Antibiotika, bakterielle Polysaccharide,
Interferone und die Chemotherapie von Infektionen. Sie war Autorin mehrerer Bücher und verfasste mehr als 500 wissenschaftliche Aufsätze. Daneben war Jermoljewa Herausgeberin der sowjetischen Zeitschrift „Antibiotiki“, die sie selbst gegründet hatte.

## Auszeichnungen

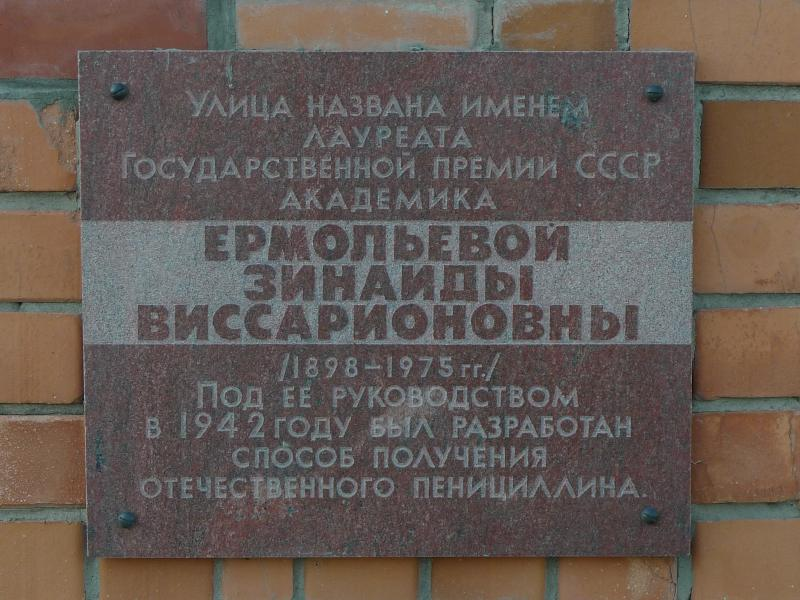
Gedenktafel in Frolowo

Jermoljewa erfuhr höchste Ehrungen, dazu gehörten zwei Leninorden, der Stalinpreis, das Ehrenzeichen der Sowjetunion, der Orden des Roten Banners der Arbeit und die Medaille „Für heldenmütige Arbeit im Großen Vaterländischen Krieg 1941–1945“. In Frolowo wurde eine Straße nach ihr benannt und dazu eine Gedenktafel angebracht.

## Rezeption
Ihre Person war eines der Vorbilder der Mikrobiologin Tatjana „Tania“ Wlassenkowa in dem dreibändigen Entwicklungsroman Das offene Buch (Открытая книга), den Weniamin Kawerin zwischen 1948 und 1956 verfasste und der 1973 bzw. 1977 verfilmt wurde.

## Trivia
Zu ihrem 120. Geburtstag wurde Jermoljewa mit einem Google Doodle geehrt.

## Werke
- Kholera. Moskau 1942.
- Penitsillin. 2. Auflage, Moskau 1956.
- Streptomitsin. Moskau 1956.
- (Hrsg.) Antibiotiki, bakterialnye polisakharidy i interferon. Moskau 1968.